# The Monkees (album)
The Monkees je debutové album kapely The Monkees. Bylo vydáno v říjnu 1966.
Píseň "Last Train to Clarksville" byla krátce před vydáním alba vydána jako singl a dosáhla na vrchol hitparády Billboard Hot 100. Byl to jediný singl z tohoto alba.

## Seznam skladeb
Autory všech skladeb jsou Tommy Boyce a Bobby Hart, pokud není uvedeno jinak.
Strana 1
1. "(Theme from) The Monkees" - 2:18
2. "Saturday's Child" (David Gates) - 2:43
3. "I Wanna Be Free" - 2:24
4. "Tomorrow's Gonna Be Another Day" (Boyce, Steve Venet) - 2:39
5. "Papa Gene's Blues" (Michael Nesmith) - 1:57
6. "Take a Giant Step" (Gerry Goffin, Carole King) - 2:33

Strana 2
1. "Last Train to Clarksville" - 2:44
2. "This Just Doesn't Seem to Be My Day" - 2:09
3. "Let's Dance On" - 2:30
4. "I'll Be True to You" (Goffin, Russ Titelman) - 2:50
5. "Sweet Young Thing" (Goffin, King, Nesmith) - 1:56
6. "Gonna Buy Me a Dog" - 2:41